# Макгрегор Мазерс, Сэмуэль Лиддел
Сэмюэль Лидделл (или Лиддел) «МакГрегор» Мазерс, при рождении Сэмюэль Лидделл Мазерс (8 или 11 января, 1854 — 5 или 20 ноября, 1918) —  один оккультистов своего времени, розенкрейцер и таролог. Главным образом известен как один из основателей Ордена Золотой зари — церемониально-магического ордена.

## Ранняя жизнь
Сэмюэль Лидделл родился 8 или 11 января 1854 года в лондонском районе Хэкни. Точная дата рождения не установлена, однако известно, что он был рождён под астрологическим знаком Козерога. Его отец, Уильям Мазерс, умер, когда Сэмюэль был ещё ребёнком. Мать Мазерса, в девичестве Колинз, умерла в 1885 году. Он окончил среднюю школу в Бедфорде, после чего работал клерком в Бурнмауте, Дорсет, а после смерти матери переехал в Лондон.
Был женат на Мойне Мазерс (в девичестве Мина Бергсон), сестре философа Анри Бергсона.

## Образ жизни
Мазерс, будучи эксцентричной личностью, избрал необычный для своего времени жизненный путь. Он добавил себе фамилию «МакГрегор», претендуя на происхождение из горной Шотландии, хотя подтверждений тому не имел. Он был вегетарианцем, не курил, активно протестовал против вивисекции. Известно, что его главными интересами были магия и теория войны; его первой книгой был перевод французского военного справочника.

## В масонстве
Мазерс познакомился с масонством благодаря соседу, алхимику Фредерику Холланду, и был посвящён в ложу «Хенджист» № 195 4 октября 1877 года. Он был возведён в степень мастера-масона 30 января 1878 года, а в 1882 году был принят в «Розенкрейцерское общество в Англии» (Societas Rosicruciana in Anglia, SRIA), а также получил несколько степеней посвящения в степени Устава Мемфис.

### В SRIA
Мазерс прилагал много усилий для развития SRIA, и в 1886 году ему была присуждена почетная восьмая степень. Он стал священником (мастером) столичной коллегии в 1891 году, был назначен младшим заместителем мага SRIA в 1892 году, и занимал эту должность до 1900 года.
Однако в 1903 году он принял решение покинуть SRIA, чтобы больше времени уделять собственному ордену — Ордену Золотой зари. После смерти Роберта Вудмана в 1891 году Мазерс стал единолично руководить Орденом Золотой зари. После раскола 1900 года Мазерс организовал группу «Alpha et Omega» (Орден Альфа и Омега).

## Переводы
Мазерс был полиглотом, изучал английский, французский, латинский, греческий, иврит, галльский и коптский языки, однако некоторыми владел лучше, чем остальными. Благодаря его переводам, подвергающимся справедливой критике относительно их качества, такие труды, как «Книга священной магии Абрамелина мага», «Разоблаченная каббала», «Ключ царя Соломона», «Малый ключ Соломона» и «Гримуар Армадель», ранее малоизвестные и недоступные, стали широко доступны для неакадемического англо-говорящего мира. Они имели значительное влияние на развитие оккультной и эзотерической мысли после того, как были опубликованы.

## Критика
Кроме многих сторонников, Мазерс также имел множество врагов и критиков. Одним из его наиболее примечательных противников был его бывший друг и ученик Алистер Кроули, который изобразил Мазерса в образе негодяя SRMD в своем романе «Лунное Дитя» 1929 года. Согласно его мемуарам «Исповедь Алистера Кроули», Мазерс якобы имел привычку играть в шахматы «против языческих богов». Мазерс расставлял фигуры и садился на сторону белых, а напротив него стоял пустой стул. После собственного хода Мазерс прикрывал глаза и вглядывался в пустой стул, ожидая от «оппонента» сигнала к ходу. Затем Мазерс передвигал чёрную фигуру, потом снова делал ход белыми, и так далее. Кроули не указал, кто выигрывал.

## Смерть
Мазерс умер 5 или 20 ноября 1918 года. Неизвестно, как он умер; в свидетельстве о смерти не указана причина. Дион Форчун утверждала, что он умер от испанки. О личной жизни Мазерса известно очень мало, и подтвердить подобные утверждения весьма сложно.